# František Černický
František Černický, généralement appelé Franz Cernicky lors de son passage en France et Franz Czernicky dans les sources internationales, né le 16 septembre 1902 à Vienne et mort le 16 juin 1973 dans la même ville, est un joueur international et entraîneur de football autrichien.
Comme joueur, il remporte quatre titres de champion de Tchécoslovaquie avec le Slavia Prague dans les années 1920 et 1930 et honore une sélection en équipe nationale en 1927. Il joue ensuite pendant plusieurs saisons au Sporting Club fivois, en France.

## Biographie

### Carrière de joueur

#### Carrière en club
Cernicky est un joueur polyvalent qui fait sa formation SK Slovan Vienne. Il joue tour à tour gardien de but, en défense, ailier et avant, avant de se fixer au poste de demi gauche. Il devient titulaire à partir de 1925.
En 1927, il rejoint le Slavia Prague, l'un des principaux clubs de Tchécoslovaquie, pays dont sa famille est originaire. Il y joue essentiellement comme défenseur. Il remporte deux années de suite la Coupe nationale, contre le Sparta, puis le championnat une première fois en 1929. Il a alors pour coéquipiers František Plánička, Emil Seifert, Antonín Puč ou bien František Svoboda. Le Slava remporte encore le championnat en 1930, 1931 et 1933. En 1929, l’équipe atteint également la finale de la Mitropacup, perdue contre Újpest.
En décembre 1932, quelques mois après l'autorisation du professionnalisme dans le football en France, il est approché par un dirigeant du SC Fives, club de la banlieue de Lille, venu chercher du renfort à Prague. Il rejoint vite l'équipe nordiste, qui compte notamment dans ses rangs Ernest Libérati et André Cheuva, et s'impose comme un titulaire important au poste d’arrière droit. Peu après Cernicky convainc un ancien coéquipier, Václav Bára, de venir le rejoindre. L’équipe parvient à se maintenir cette première saison puis réalise un superbe exercice 1933-1934, au bout duquel elle termine à seulement un point du champion de France, le FC Sète.
Le club ne parvient pas à maintenir un tel succès lors des saisons suivantes, mais atteint par contre deux fois les demi-finales de Coupe de France, en 1935 et 1938. Devenu capitaine puis entraineur-joueur du club nordiste, Cernicky arrête sa carrière professionnelle en 1938.

#### Carrière en sélection
En avril 1927, Cernicky joue un match avec l'équipe d'Autriche « B » contre la Hongrie. Quelques semaines plus tard, il fait ses débuts avec l'équipe A. Il forme avec Otto Kaller et Leopold Hofmann la ligne des demis lors d'une victoire 4-1 contre la Suisse à Zurich. Son départ à l’étranger, en Tchécoslovaquie, lui fait perdre son éligibilité et met un terme à sa carrière en équipe nationale.
Il est par la suite sélectionné pour des matchs de gala au sein des équipes des villes de Prague et de Lille, et au sein d'une équipe des « étrangers » du championnat de France.

### Carrière d'entraîneur
Cernicky retourne en 1948 à Vienne où il est nommé entraîneur de son club formateur, le Slovan. Le club est promu en première division autrichienne en 1949, mais est bientôt relégué.
En janvier 1951, Cernicky est recruté par le SK Sturm Graz où il prend la suite de Ludwig Durek. Il obtient le maintien espéré. Il est remplacé en 1952 par Karl Decker.

## Palmarès
| Slavia Prague - Championnat de Tchécoslovaquie (4) : - Champion : 1928-29, 1930, 1930-31 et 1932-33. - Coupe de Tchécoslovaquie (3) : - Vainqueur : 1926-27, 1927-28 et 1929-30. |  | SC fivois - Championnat de France : - Vice-champion : 1933-34. |